# 瓦西里耶夫斯科耶农村居民点
瓦西里耶夫斯科耶农村居民点（俄语：Васильевское сельское поселение）是俄罗斯联邦伊万诺沃州舒亚区所属的一个农村居民点。其下辖有31个居民点，行政中心为瓦西里耶夫斯科耶。据2016年统计，该农村居民点的人口为2451人。